# Marquesasfruktduva
Marquesasfruktduva (Ptilinopus mercierii) är en utdöd fågel i familjen duvor inom ordningen duvfåglar. Den förekom tidigare på Marquesasöarna, men är försvunnen och har inte rapporterats sedan 1950. IUCN kategoriserar arten som utdöd.